# 大人の涙
『大人の涙』（おとなのなみだ）は、日本のバンド、マカロニえんぴつのメジャー2枚目のフルアルバムである。2023年8月30日にトイズファクトリーよりリリースされた。

## 収録内容[1][2]
1. 悲しみはバスに乗って[3]
2. PRAY.
3. たましいの居場所
4. ペパーミント（日テレ系情報番組DayDay.初代テーマソング）
5. ネクタリン[4]
6. 愛の波
7. リンジュー・ラヴ
8. 嵐の番い鳥
9. frozen my love
10. だれもわるくない
11. TIME.
12. 星が泳ぐ
13. ありあまる日々